# Лантфрід
Лантфрід (д/н — бл. 730) — герцог Алеманії в 709—730 роках. Завершив оформлення алеманського законодавства. Намагався зберегти незалежність від франків.

## Життєпис
Походив з баварського (або франкського) роду Агілольфінгів. Старший син Готфріда, герцога Алеманії, та доньки Теодона II Баварського. У 709 році після смерті батька разом з братом Теудебальдом розпочав боротьбу з представником алеманської знаті Віллехарі щодо влади над Алеманією. Брати звернулися по допомогу до мажордома Піпіна Герістальського, який здійснив походи до Алеманії в 709 і 712 роках. В результаті Лантфрід з братом встановили влади над зарейнською Алеманією (Ельзас ще раніше було викорелено). Брати поділили володіння. При цьому Лантфрід отримав північну Алеманію.
Після смерті Піпіна Герістальського у 714 році Лантфрід з братом вирішили здобути самостійність. Проти цього виступив мажордом Карл Мартел, який 722 року завдав поразки алеманським герцогам, змусивши їх підкоритися. Але вже 723 року вони знову повстали. Ще більше стосунки погіршилися через заснування на землях Алеманії Святим Пірміном абатства Райхенау, яке отримало підтримку Карла Мартела. Лантфрід з братом розглядали це як обмеження їх прав герцогів.
Разом з тим Лантфрід завершив вироблення місцевого законодавства на базі попередніх кодексів. У 724 і 730 роках випустив дві редакції Алеманської правди (Lex Alamannorum), які низка дослідників розглядає як засіб утвердження незалежності Алеманії. У 730 році проти Лантфрід знову виступив Карл Мартел, який завдав поразки алеманам. Ймовірно, в цій війні Лантфрід загинув. Усі володіння об'єднав його брат Теудебальд.